# Округ Апоматокс (Вирџинија)
Округ Апоматокс (енгл. Appomattox County) је округ у америчкој савезној држави Вирџинија.

## Демографија
По попису из 2010. године број становника је 14.973, што је 1.268 (9,3%) становника више него 2000. године.
| Група             | 2000.          | 2010.          |
| Белци             | 10.377 (75,7%) | 11.483 (76,7%) |
| Афроамериканци    | 3.140 (22,9%)  | 3.007 (20,1%)  |
| Азијати           | 23 (0,2%)      | 35 (0,2%)      |
| Хиспаноамериканци | 65 (0,5%)      | 167 (1,1%)     |
| Укупно            | 13.705         | 14.973         |